# Sven Heidfeld
Sven Heidfeld (ur. 25 października 1978 roku w Mönchengladbach) – niemiecki kierowca wyścigowy.

## Kariera
Heidfeld rozpoczął karierę w międzynarodowych wyścigach samochodowych w 1997 roku od startów w Niemieckiej Formule Renault oraz w Europejskim Pucharze Formuły Renault. W edycji niemieckiej z dorobkiem 108 punktów uplasował się na czternastej pozycji w klasyfikacji generalnej. W późniejszych latach Niemiec pojawiał się także w stawce Niemieckiej Formuły 3 Junior Trophy, Niemieckiej Formuły 3, Masters of Formula 3, Formuły Chrysler Euro Series, Europejskiej Formuły 3000 oraz Niemieckiego Pucharu Porsche Carrera.

## Życie prywatne
Sven jest bratem byłego kierowcy Formuły 1 Nicka Heidfelda.